# Zamar (muhafaza)

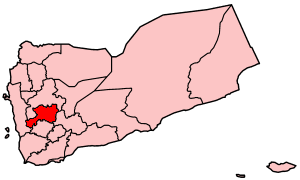
Muhafaza Zamar na mapie Jemenu

Zamar (arab. ذمار) jedna z 20 jednostek administracyjnych Jemenu znajdująca się w środkowej części kraju.